# Mauricio Sánchez
Mauricio Javier Sánchez Saltos (ur. 14 maja 1993) – ekwadorski zapaśnik walczący w stylu wolnym. Zajął trzecie miejsce na igrzyskach panamerykańskich w 2019. Wicemistrz panamerykański w 2020, trzeci w 2016, 2017 i 2019. Brązowy medalista igrzysk Ameryki Południowej w 2014 i 2018. Srebrny medalista igrzysk boliwaryjskich w 2022. Triumfator mistrzostw Ameryki Południowej w 2014 i 2015 roku.